# Jerzy Kawalerowicz
Jerzy Franciszek Kawalerowicz (19. ledna 1922 (Hvizdec, Ukrajina) – 27. prosince 2007 Varšava) byl polský filmový režisér, autor filmových scénářů a filmový producent. Byl ženatý s herečkou Lucynou Winnickou.

## Život
Kawalerowicz se narodil v polské rodině arménského původu. Filmovou kariéru začal jako asistent režisérky Wandy Jakubowské při natáčení filmu Ostatni Etap (Poslední etapa) natáčeném v koncentračním táboře v Osvětimi.
Od roku 1947 do roku 1949 studoval na Akademii výtvarných umění v Krakově. Na počátku 50. let začal natáčet vlastní filmy a byl považován za reprezentanta existencialismu v polské kinematografii 50. a 60. let 20. století.
V roce 1955 Kawalerowicz založil filmové studio KADR, kterému od té doby předsedal jako umělecký ředitel, a kde byly produkovány všechny jeho filmy i filmy jiných slavných polských režisérů, jako jsou Andrzej Wajda, Andrzej Munk nebo Kazimierz Kutz.
Několik jeho filmů jako Matka Joanna od Aniołów (Matka Joanna od Andělů), Faraon, Pociąg (Vlak), Śmierć Prezydenta (Smrt prezidenta) patří k pokladům polské kinematografie.
Jerzy Kawalerowicz byl vyznamenán čestným doktorátem od Národní filmové, televizní a divadelní školy v Lodži a Pařížské Sorbonny. Od roku 1985 do roku 1989 byl Kawalerowicz poslancem polského Sejmu.
- Film Matka Joanna od Aniołów byl vyznamenán v roce 1961 zvláštní cenou poroty na filmovém festivalu v Cannes
- Film Faraon byl v roce 1966 nominován na Oscara za nejlepší cizojazyčný film
- Film Śmierć Prezydenta byl vyznamenán v roce 1978 Stříbrným Medvědem na festivalu Berlinale.

## Filmografie
- Gromada (1951) Hromada
- Celuloza (1953–1954) Celuloza
- Pod gwiazdą frygijską  (1954) Pod frygijskou hvězdou
- Cień (1956) Stín
- Prawdziwy koniec wielkiej wojny (1957) Opravdový konec světové války
- Pociąg (1959) Vlak
- Matka Joanna od Aniołów (1960) Matka Joanna od andělů
- Faraon (1966) Faraon
- Gra (1968) Hra
- Maddalena (1971) Maddalena
- Śmierć prezydenta (1977) Smrt prezidenta
- Spotkanie na Atlantyku (1980) Setkání na Atlantiku
- Austeria (1983) Austeria
- Jeniec Europy (1989) Vězeň Evropy
- Dzieci Bronsteina (1990) Bronsteinovy děti
- Za co? (1995) Proč?
- Quo vadis (2001) Quo vadis